# Can Joan Roig
Can Joan Roig o el Mas Roig és un mas que hi ha a l'antic terme de Baussitges, actualment del terme municipal d'Espolla a uns 8 km al nord del nucli urbà, al costat de la Riera de Sant Genís i al bell mig de la Serra de l'Albera.
El mas havia estat propietat de Marquès de Camps i fou habitat fins a la segona meitat del segle xx. Posteriorment quedà abandonat. Aquest mas es compon de dos habitatges, la masoveria i la casa dels amos que està en estat ruïnós i on encara es pot veure la sala que servia d'escola per a tots els nens dels masos dels voltants.
Baussitges era un ens local independent a la fi de l'Antic Règim, però va ser incorporat al municipi d'Espolla el 1846.
A prop d'aquest hi ha l'església de Sant Martí de Baussitges.